# Digitalstift

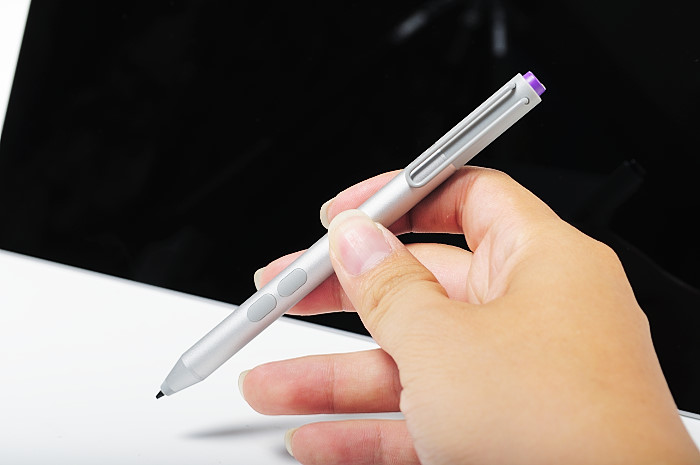
Ein Surface Pen von Microsoft

Ein Digitalstift wird in Verbindung mit digitalem Papier dazu benutzt, handschriftliche Notizen zu erfassen, zu speichern und auf einen Computer zu übertragen. Dazu sind im Stift eine Kugelschreibermine, eine Infrarotkamera, ein Prozessor, ein Datenspeicher und eine Batterie integriert. Die Infrarotkamera erfasst während des Schreibens die Bewegung des Stifts auf dem Punktraster des digitalen Papiers. Diese Vektordaten werden im Stift gespeichert und mittels Bluetooth oder einer USB-Schnittstelle auf einen Computer übertragen.
Neuere Versionen, z. B. der Pulse Smartpen von Livescribe, erlauben auch die Aufzeichnung von Audiodateien während des Schreibens. Diese werden mit den Notizen verknüpft, was es dem Benutzer ermöglicht, beim Auswählen der schriftlichen Notizen die in dem Moment aufgenommene Audiodatei abzurufen.
Unternehmen nutzen Digitalstifte zur Vereinfachung und Digitalisierung bisher papiergebundener Geschäftsprozesse, wie z. B. Vertragsabschlüsse, Übergabe- oder Abnahmeprotokolle oder Nachweise zur Verkehrssicherung. Dabei werden Dokumente so vorbereitet, dass vom Stift aufgezeichnete Daten mit einer Vorlage dokumentenecht und revisionssicher zusammengeführt werden können. Professionelle Digitalstifte erfassen neben dem Schriftbild auch Anpressdruck und Neigungswinkel des Stiftes während des Schreibvorgangs und ermöglichen somit graphologische Gutachten.

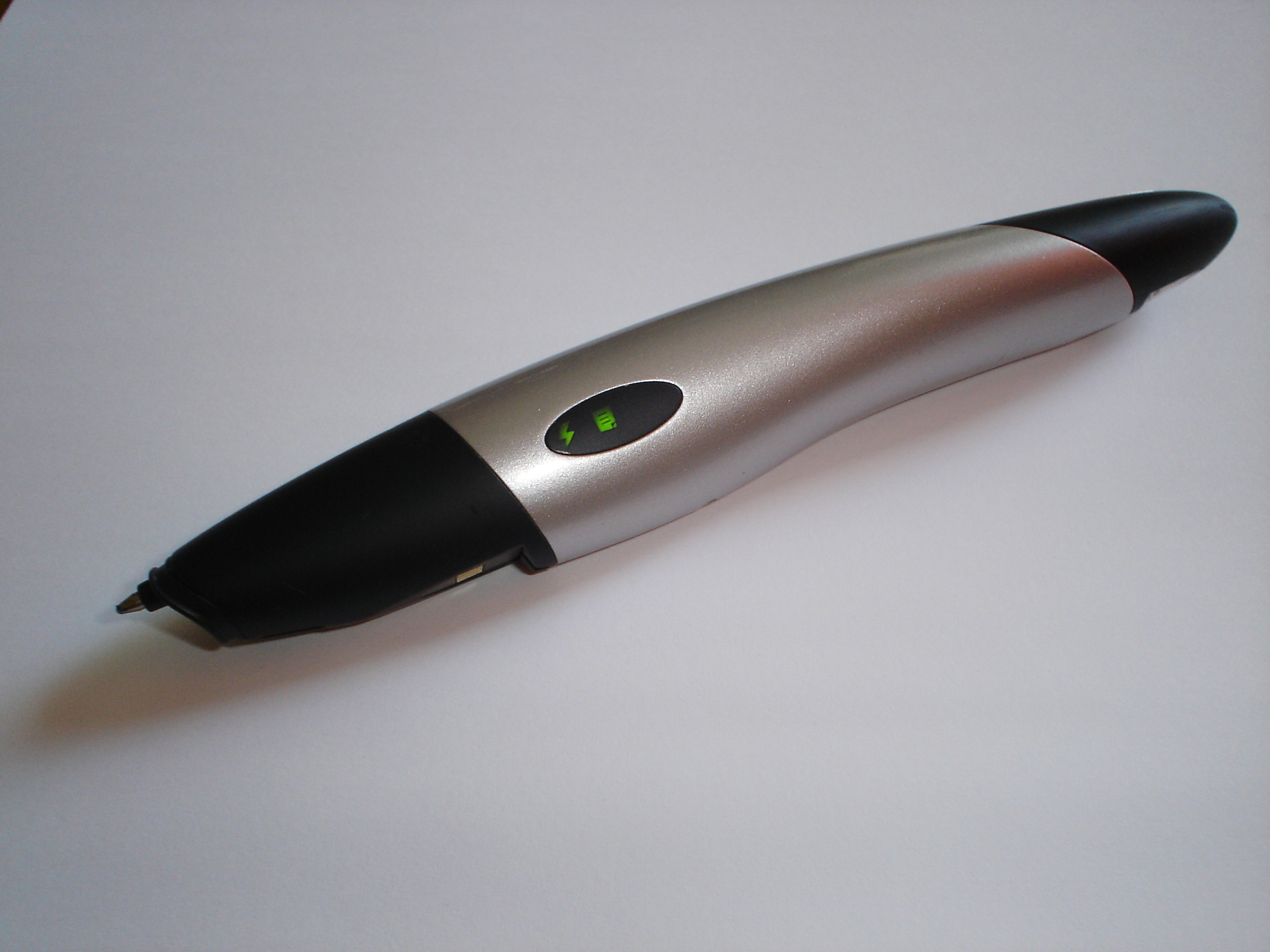
Digitaler Stift basierend auf der Anoto-Technologie

Die Verbindung von Digitalstift, digitalem Papier und einem Server, der Daten mit Vorlagen zusammenführt, ermöglicht die Archivierung von Dokumenten in Echtzeit, ohne dass diese tatsächlich eingescannt werden müssen. Wird das System mit einer Schrifterkennung verknüpft, können Eingaben zunächst auf Vollständigkeit und Integrität geprüft werden, um anschließend in Backendsysteme überführt zu werden.
Digitalstifte werden von verschiedenen Anbietern hergestellt wie z. B. Livescribe, Nokia, Logitech, Anoto und Maxell.
Der Spielehersteller Ravensburger verkauft unter dem Namen „tiptoi“ einen Digitalstift als Lernspiel, der in Verbindung mit Bilderbüchern aus digitalem Papier verkauft wird.